# Solar Soul
Solar Soul es el octavo disco de estudio de la banda suiza Samael. Fue lanzado el 1 de junio de 2007. Por orden de lanzamiento sigue a Era One (2006), pero por orden de grabación, sigue a Reign of Light (2004).
En este disco, Samael sigue en la ruta de combinar dark metal con música electrónica, de la manera en que lo había hecho en Reign of Light. Sin embargo, a diferencia de este disco, matiza la vertiente más roquera de este último con influencias del black metal, que lo emparentan, en algunos temas al menos, con su trabajo Passage.
Líricamente, este disco sigue en la senda propia de los trabajos inmediatamente anteriores de Samael, con temas relativos a la búsqueda de la trascendencia y la autosuperación espiritual. Sin embargo, hay al menos dos temas ("Slavocracy" y "Valkiries' New Ride") que pueden ser considerados como con ciertas alusiones políticas, con líneas como "Entre un César y la nada, hay una plenitud de caminos para ser / La vida está llena de diferencias, y así debería ser la sociedad" ("Between a Caesar and nothing there are plenty of ways to be / Life is full of differences and so should be society", extraído de la canción "Slavocracy"), o como "Toma más que un grito para un tirano el ser derribado / (...) / Él está todavía cazando el corazón de Babilonia" ("It takes more than a shout for a tyrant to get down / (...) / He's still haunting the heart of Babylon", extraído de la canción "Valkiries' New Ride").

## Ficha técnica.
- Producido por Waldemar Sorychta y Xy.
- Grabado entre la primavera y otoño en los estudios "The Cube", "Albertine" y "Roystone".
- Diseñado por D-Teck y Stéphane Loup.
- Mezclado por Stefan Glaumann en los estudios "Toytown", Suecia.
- Asistente: Tor Ingvarsson.
- Masterizado por Henrik Jonsson en "Master of Audio", Estocolmo.
- Portada frontal y gráficas adicionales de Patrick Pidoux.
- Retratos por Edi Maurer.
- Imagen de la banda de Petri de Pità tomada en la "Fondation Pierre Giannadda", Suiza.
- Disposición (Layout) de Carsten Drescher por www.medialogistics.com.

## Listado de canciones
1. Solar Soul ("Alma solar") - 3:44. Canción sobre la búsqueda de la trascendencia.
2. Promised Land ("Tierra prometida") - 3:57. Canción que enfatiza la búsqueda espiritual interior como medio de trascendencia.
3. Slavocracy ("Esclavocracia") - 3:30. Canción con fuertes alusiones políticas y de crítica al autoritarismo como negación de la autoconciencia.
4. Western Ground ("Suelo occidental" o "Territorio occidental") - 4:06. Otro tema sobre la búsqueda espiritual interior.
5. On The Rise ("En la ascensión") - 3:51. Tema sobre la conquista del propio interior.
6. Alliance ("Alianza") - 3:40. Se refiere a la alianza que, según el tema, debería existir entre quienes buscan respuestas en la vida.
7. Suspended Time ("Tiempo suspendido") - 3:44. Se refiere al instante místico en que se trasciende al tiempo y todo se detiene.
8. Valkyries' New Ride ("La nueva cabalgata de las valkirias") - 3:53. Tema fuertemente crítico con el militarismo, con alusiones críticas al papel de la religión alimentando la guerra santa.
9. AVE! ("¡Ave!") - 4:15. Tema que mezcla la trascendencia espiritual con sones de marcha romana.
10. Quasar Waves ("Ondas de cuasar") - 3:36. Tema que se refiere a la tranquilidad espiritual de quienes han alcanzado un estado superior de conciencia.
11. Architect (Bonus Track) ("Arquitecto"). Descripción de la construcción de una vida trascendente, a través de la metáfora del trabajo de un arquitecto.
12. Olympus ("Olimpo") - 4:39. Tema sobre el crecimiento espiritual, con alusiones al camino dorado.